# Melque
Melque Melito Alexandre Garcia znany jako Melque (ur. 26 czerwca 1997 w Quelimane) – mozambicki piłkarz grający na pozycji napastnika. Od 2019 jest zawodnikiem klubu Black Bulls.

## Kariera klubowa
Swoją karierę piłkarską Melque rozpoczął w klubie 1º de Maio de Quelimane. W 2017 roku zadebiutował w jego barwach w pierwszej lidze mozambickiej. W sezonie 2018 grał w FC Chibuto, a w 2019 przeszedł do Black Bulls. Wraz z nim wywalczył mistrzostwo Mozambiku w sezonie 2021, dwa wicemistrzostwa Mozambiku w sezonach 2022 i 2023 oraz zdobył Puchar Mozambiku w 2023.

## Kariera reprezentacyjna
W reprezentacji Mozambiku Melque zadebiutował 2 czerwca 2021 w wygranym 5:0 towarzyskim meczu z Lesotho, rozegranym w Maputo. W debiucie strzelił gola.